# Championnat d'Espagne féminin de football 2024-2025
 (février 2024).
Navigation
Édition précédente Édition suivante
La saison 2024-2025 de Primera División Femenina, est la trente-septième édition du championnat d'Espagne féminin de football, la troisième sous l'appellation Liga F. La compétition est organisée par la LPFF et oppose les seize meilleurs clubs féminins d'Espagne. 
Le FC Barcelone est le tenant du titre.

## Organisation
La compétition est disputée par 16 équipes qui s'affrontent chacune deux fois (un match sur le terrain de chaque équipe) selon un ordre préalablement établi par tirage au sort.
Trois places sont qualificatives pour la Ligue des champions 2025-2026. Le premier se qualifie pour la phase de ligue, le deuxième et le troisième pour le deuxième tour de qualification.
Les deux derniers classés sont relégués en deuxième division.

## Participantes
| \| Ath. Club Atl. Madrid Barcelone Betis Deportivo Eibar Espanyol Grenade Levante Levante Bad. Madrid CFF R. Madrid R. Sociedad Séville Tenerife Valence \| Localisation des clubs engagés. |
| Ath. Club Atl. Madrid Barcelone Betis Deportivo Eibar Espanyol Grenade Levante Levante Bad. Madrid CFF R. Madrid R. Sociedad Séville Tenerife Valence                                       |

| Club                  | Se maintient depuis | Classement 2023-2024 | Entraîneur             | Depuis | Stade                           | Capacité théorique | Nombre de saison en Liga F |
| --------------------- | ------------------- | -------------------- | ---------------------- | ------ | ------------------------------- | ------------------ | -------------------------- |
| FC Barcelone          | 2008                | 1er                  | Pere Romeu             | 2024   | Johan Cruyff                    | 6 000              | 32                         |
| Real Madrid           | 2019                | 2e                   | Alberto Toril          | 2021   | Alfredo Di Stéfano              | 6 000              | 5                          |
| Atlético de Madrid    | 2006                | 3e                   | Victor Martín          | 2024   | Alcalá de Henares               | 2 700              | 21                         |
| Levante UD            | 1996                | 4e                   | Ángel Saiz             | 2025   | Cité sportive de Buñol          | 3 000              | 28                         |
| Athletic Club         | 2002                | 5e                   | David Aznar            | 2023   | Lezama                          | 3 200              | 22                         |
| Madrid CFF            | 2017                | 6e                   | Juanjo Vila            | 2024   | Fernando Torres                 | 3 500              | 6                          |
| Séville FC            | 2017                | 7e                   | David Losada           | 2024   | Jesús Navas                     | 8 000              | 12                         |
| Real Sociedad         | 2006                | 8e                   | José Luis Sánchez Vera | 2024   | Zubieta                         | 2 500              | 18                         |
| UD Tenerife           | 2015                | 9e                   | Eder Maestre           | 2024   | Campo de Fútbol de Adeje        | 1 100              | 9                          |
| SD Eibar              | 2023                | 10e                  | Yerai Martín           | 2022   | Stade municipal d'Ipurua        | 8 164              | 10                         |
| Real Betis            | 2016                | 11e                  | Juan Rojo Rodríguez    | 2025   | Luis del Sol                    | 1 300              | 8                          |
| Valence CF            | 2007                | 12e                  | Cristian Toro          | 2024   | Antonio Puchades                | 3 000              | 17                         |
| FC Levante Badalona   | 2022                | 13e                  | Ana Junyent            | 2025   | Municipal de Badalona           | 4 170              | 4                          |
| Grenade CF            | 2023                | 14e                  | Arturo Ruiz            | 2024   | Ciudad Deportiva del Granada CF | 600                | 2                          |
| Deportivo Abanca      | 2024                | 2e (PF)              | Fran Alonso            | 2024   | Ciudad Deportiva de Abegondo    | 1 000              | 2                          |
| Espanyol de Barcelone | 2024                | 3e (PF)              | Sara Monforte          | 2024   | Dani Jarque                     | 1 520              | 30                         |

Légende des couleurs
- Phase de groupes de la Ligue des champions 2024-2025
- Deuxième tour de qualification de la Ligue des champions 2024-2025
- Premier tour de qualification de la Ligue des champions 2024-2025
- Promu de Primera Federación 2023-2024

## Compétition

### Classement
Le classement est basé sur le barème de points classique (victoire à 3 points, match nul à 1, défaite à 0).
Pour départager les égalités, on tient d'abord compte des points en confrontations directes, puis de la différence de buts en confrontations directes, puis de la différence de buts générale, puis du nombre de buts marqués, puis du nombre de points de fair-play, et enfin si l'égalité persiste les équipes à égalités doivent se départager au cours d'un ou plusieurs matchs d'appui disputés sur terrain neutre.
| Rang | Équipe                  | Pts | J  | G  | N  | P  | Bp  | Bc | Diff |
| ---- | ----------------------- | --- | -- | -- | -- | -- | --- | -- | ---- |
| 1    | FC Barcelone T S C      | 84  | 30 | 28 | 0  | 2  | 128 | 16 | +112 |
| 2    | Real Madrid             | 76  | 30 | 24 | 4  | 2  | 87  | 28 | +59  |
| 3    | Atlético de Madrid      | 58  | 30 | 16 | 10 | 4  | 49  | 23 | +26  |
| 4    | Athletic Club           | 51  | 30 | 16 | 3  | 11 | 40  | 32 | +8   |
| 5    | Grenade CF              | 45  | 30 | 14 | 3  | 13 | 42  | 45 | -3   |
| 6    | UD Tenerife             | 42  | 30 | 11 | 9  | 10 | 40  | 36 | +4   |
| 7    | Real Sociedad           | 41  | 30 | 12 | 5  | 13 | 40  | 45 | -5   |
| 8    | SD Eibar                | 38  | 30 | 10 | 8  | 12 | 24  | 41 | -17  |
| 9    | Séville FC              | 36  | 30 | 10 | 6  | 14 | 32  | 47 | -15  |
| 10   | Madrid CFF              | 33  | 30 | 9  | 6  | 14 | 37  | 62 | -25  |
| 11   | Espanyol de Barcelone P | 32  | 30 | 7  | 11 | 12 | 29  | 50 | -21  |
| 12   | Levante UD              | 31  | 30 | 8  | 7  | 15 | 30  | 45 | -15  |
| 13   | FC Levante Badalona     | 28  | 30 | 6  | 10 | 14 | 24  | 45 | -21  |
| 14   | Deportivo Abanca P      | 27  | 30 | 6  | 9  | 15 | 27  | 48 | -21  |
| 15   | Real Betis              | 23  | 30 | 6  | 5  | 19 | 24  | 67 | -43  |
| 16   | Valence CF              | 23  | 30 | 5  | 8  | 17 | 24  | 47 | -23  |

Qualifications européennes
Ligue des champions 2025-2026
- 1er : phase de ligue
- 2e et 3e : troisième tour de qualification

Relégation en Primera Federación 2025-2026
- 15e et 16e : relégation

Abréviations
- T : Tenant du titre
- C : Vainqueur de la Coupe de la Reine 2024-2025
- S : Vainqueur de la Supercoupe d'Espagne 2024-2025
- P : Promus de Primera Federación 2023-2024

### Résultats
| Résultats (▼dom., ►ext.)                                   | ATH | ATM | BAR | BET | DEP | EIB | ESP | GRE  | LEV | LBA | MAD | RMA | RSO | SEV | TEN | VAL |
| Athletic Club                                              |     | 0-2 | 0-2 | 3-0 | 2-0 | 0-1 | 1-0 | 2-1  | 2-3 | 1-0 | 1-0 | 1-2 | 2-0 | 0-1 | 2-0 | 1-1 |
| Atlético de Madrid                                         | 1-0 |     | 0-3 | 0-0 | 2-1 | 1-1 | 1-1 | 2-0  | 3-0 | 5-0 | 4-0 | 1-2 | 1-0 | 1-0 | 2-0 | 3-0 |
| FC Barcelone                                               | 6-0 | 6-0 |     | 4-1 | 4-0 | 4-0 | 7-1 | 10-1 | 1-2 | 6-0 | 5-1 | 1-3 | 3-1 | 5-1 | 5-1 | 4-1 |
| Real Betis                                                 | 0-4 | 2-1 | 0-9 |     | 0-2 | 0-1 | 0-0 | 1-3  | 1-2 | 4-3 | 1-1 | 0-3 | 3-1 | 1-1 | 0-1 | 0-1 |
| Deportivo Abanca                                           | 2-2 | 0-0 | 0-3 | 0-0 |     | 0-1 | 0-1 | 1-2  | 1-0 | 3-1 | 1-0 | 1-4 | 0-1 | 1-1 | 0-0 | 1-1 |
| SD Eibar                                                   | 1-2 | 0-2 | 1-8 | 2-0 | 0-0 |     | 1-1 | 0-0  | 0-3 | 1-0 | 1-2 | 0-3 | 1-1 | 0-3 | 0-0 | 2-0 |
| Espanyol de Barcelone                                      | 1-2 | 0-0 | 0-2 | 6-2 | 1-1 | 2-1 |     | 1-0  | 1-0 | 2-0 | 3-3 | 0-5 | 0-3 | 0-0 | 0-0 | 1-0 |
| Grenade CF                                                 | 0-2 | 0-0 | 0-2 | 1-2 | 5-0 | 2-0 | 2-1 |      | 0-1 | 1-1 | 1-0 | 1-2 | 0-2 | 3-0 | 2-1 | 2-1 |
| Levante UD                                                 | 0-1 | 2-2 | 1-4 | 1-2 | 2-1 | 1-2 | 1-1 | 2-3  |     | 1-1 | 0-0 | 1-2 | 1-2 | 0-0 | 2-0 | 0-1 |
| FC Levante Badalona                                        | 0-1 | 1-1 | 0-2 | 2-1 | 1-0 | 0-1 | 1-1 | 0-2  | 2-0 |     | 1-0 | 1-3 | 0-0 | 0-0 | 0-0 | 1-1 |
| Madrid CFF                                                 | 1-1 | 0-3 | 1-8 | 2-0 | 4-3 | 2-1 | 2-1 | 3-1  | 2-1 | 1-2 |     | 0-1 | 0-2 | 2-1 | 2-1 | 1-1 |
| Real Madrid                                                | 2-0 | 1-1 | 0-4 | 5-1 | 2-2 | 0-1 | 5-0 | 3-1  | 6-0 | 3-2 | 7-3 |     | 3-0 | 4-1 | 1-1 | 1-0 |
| Real Sociedad                                              | 1-0 | 0-2 | 0-6 | 4-0 | 1-2 | 0-0 | 4-1 | 4-2  | 1-2 | 2-1 | 2-2 | 1-4 |     | 0-0 | 2-0 | 0-2 |
| Séville FC                                                 | 2-5 | 1-2 | 0-1 | 2-0 | 2-1 | 1-3 | 1-0 | 0-2  | 2-0 | 0-1 | 2-1 | 0-4 | 3-2 |     | 0-2 | 3-1 |
| UD Tenerife                                                | 2-1 | 2-2 | 0-2 | 2-0 | 5-1 | 1-1 | 4-1 | 1-2  | 0-0 | 1-1 | 2-0 | 1-4 | 4-1 | 4-1 |     | 2-0 |
| Valence CF                                                 | 0-1 | 0-4 | 0-1 | 0-2 | 0-2 | 2-0 | 1-1 | 0-2  | 1-1 | 1-1 | 4-1 | 2-2 | 0-2 | 1-3 | 1-2 |     |
| - Victoire à domicile - Match nul - Victoire à l'extérieur |     |     |     |     |     |     |     |      |     |     |     |     |     |     |     |     |

## Statistiques
| Rang | Joueuse                | Club         | Buts | MJ | Ratio |
| ---- | ---------------------- | ------------ | ---- | -- | ----- |
| 1    | Ewa Pajor              | FC Barcelone | 25   | 28 | 0,89  |
| 2    | Alexia Putellas        | FC Barcelone | 16   | 24 | 0,67  |
| 3    | Edna Imade             | Grenade CF   | 16   | 29 | 0,55  |
| 4    | Alba Redondo           | Real Madrid  | 15   | 29 | 0,52  |
| 5    | Aitana Bonmatí         | FC Barcelone | 12   | 26 | 0,46  |
| 6    | Signe Bruun            | Real Madrid  | 12   | 26 | 0,46  |
| 7    | Caroline Graham Hansen | FC Barcelone | 11   | 22 | 0,50  |
| 8    | Natalia Padilla        | Séville FC   | 11   | 28 | 0,39  |
| 9    | Ivonne Chacón          | Levante UD   | 11   | 30 | 0,37  |
| 9    | Vicky López            | FC Barcelone | 10   | 25 | 0,40  |

| Rang | Joueuse                | Club               | Passes | MJ | Ratio |
| ---- | ---------------------- | ------------------ | ------ | -- | ----- |
| 1    | Alexia Putellas        | FC Barcelone       | 11     | 24 | 0,46  |
| 2    | Caroline Graham Hansen | FC Barcelone       | 10     | 22 | 0,45  |
| 3    | Laura Pérez            | Grenade CF         | 9      | 28 | 0,32  |
| 4    | Ewa Pajor              | FC Barcelone       | 9      | 28 | 0,32  |
| 5    | Fiamma Benítez         | Atlético de Madrid | 9      | 29 | 0,31  |
| 6    | Caroline Weir          | Real Madrid        | 8      | 26 | 0,31  |
| 7    | Ona Batlle             | FC Barcelone       | 8      | 22 | 0,36  |
| 8    | Patricia Guijarro      | FC Barcelone       | 8      | 25 | 0,32  |
| 9    | Claudia Pina           | FC Barcelone       | 7      | 27 | 0,26  |
| 10   | Signe Bruun            | Real Madrid        | 7      | 26 | 0,27  |

### Récompenses mensuelles
Pour la première fois dans l'histoire du championnat, une récompense est attribuée à la meilleure joueuse du mois en Liga F, faisant ainsi du championnat le premier à introduire cette récompense chez les féminines.
| Mois      | Joueuse du mois   | Joueuse du mois    | Réf.   |
| Mois      | Joueuse           | Club               | Réf.   |
| --------- | ----------------- | ------------------ | ------ |
| Septembre | Rasheedat Ajibade | Atlético de Madrid | [ 5 ]  |
| Octobre   | Alexia Putellas   | FC Barcelone       | [ 6 ]  |
| Novembre  | Patricia Guijarro | FC Barcelone       | [ 7 ]  |
| Décembre  | Edna Imade        | Grenade CF         | [ 8 ]  |
| Janvier   | Linda Caicedo     | Real Madrid        | [ 9 ]  |
| Février   | Gift Monday       | UD Tenerife        | [ 10 ] |
| Mars      | Giovana Queiroz   | Atlético de Madrid | [ 11 ] |
| Avril     | Ewa Pajor         | FC Barcelone       | [ 12 ] |
| Mai       | Claudia Pina      | FC Barcelone       | [ 13 ] |

## Bilan de la saison
| Championnat d'Espagne féminin de football 2024-2025 |                          |
| Champion                                            | FC Barcelone (10e titre) |
| Dauphin                                             | Real Madrid              |
| Coupes et trophées                                  |                          |
| Vainqueur de la Coupe d'Espagne 2024-2025           | FC Barcelone             |
| Vainqueur de la Supercoupe d'Espagne 2024-2025      | FC Barcelone             |
| Qualifications continentales                        |                          |
| Ligue des champions 2025-2026                       | FC Barcelone             |
| Ligue des champions 2025-2026                       | Real Madrid              |
| Ligue des champions 2025-2026                       | Atlético de Madrid       |
| Promotions et relégations                           |                          |
| Promus en Liga F                                    | Alhama CF                |
| Promus en Liga F                                    | DUX Logroño              |
| Relégués en Primera Federación                      | Real Betis               |
| Relégués en Primera Federación                      | Valence CF               |

## Parcours en Ligue des champions
Le parcours des clubs espagnols en Ligue des champions est important puisqu'il détermine le coefficient UEFA de l'Espagne, et donc le nombre de clubs espagnols présents dans la compétition européenne les années suivantes.
| Club               | Résultat                             | Ultime(s) adversaire(s) | Ultime(s) adversaire(s) | Ultime(s) adversaire(s) |
| ------------------ | ------------------------------------ | ----------------------- | ----------------------- | ----------------------- |
| FC Barcelone T     | Finaliste                            | Arsenal FC              | Arsenal FC              | Arsenal FC              |
| Real Madrid        | Quarts de finale                     | Arsenal FC              | Arsenal FC              | Arsenal FC              |
| Atlético de Madrid | 1er tour de qualification (3e place) | Rangers FC              | Rangers FC              | Rangers FC              |